# Piercia emmeles
Piercia emmeles är en fjärilsart som beskrevs av Louis Beethoven Prout 1922. Piercia emmeles ingår i släktet Piercia och familjen mätare. Inga underarter finns listade i Catalogue of Life.